# Temporada da IndyCar Series de 2008
A Temporada da IndyCar Series de 2008, foi a décima terceira temporada da categoria. A temporada 2008 contou com 19 provas. A temporada 2008 também marcou a unificação da IRL e da Champ Car.
Com a vitória em São Petersburgo, Graham Rahal se tornou o mais jovem a vencer uma prova na categoria com 19 anos e 93 dias. Já Danica Patrick conquista sua primeira vitória na categoria em Motegi e se torna a primeira mulher a vencer um grande evento do automobilismo em circuito fechado. Por fim, em Watkins Glen o piloto Ryan Hunter-Reay conquistou sua primeira vitória na categoria.

## Calendário
| Prova | Nome da Corrida                       | Circuito                       | Local            | Data          | Horário (ET) |
| ----- | ------------------------------------- | ------------------------------ | ---------------- | ------------- | ------------ |
| 1     | GAINSCO Auto Insurance Indy 300       | Homestead-Miami Speedway       | Homestead        | 29 de março   | 20:00        |
| 2     | Honda Grand Prix of St. Petersburg    | Ruas de São Petersburgo        | São Petersburgo  | 6 de abril    | 14:30        |
| 3     | Bridgestone Indy Japan 300            | Twin Ring Motegi               | Motegi           | 20 de abril   | 22:00        |
| 4     | Toyota Grand Prix of Long Beach       | Ruas de Long Beach             | Long Beach       | 20 de abril   | 16:00        |
| 5     | RoadRunner Turbo Indy 300             | Kansas Speedway                | Kansas           | 27 de abril   | 17:00        |
| 6     | 92nd Indianapolis 500                 | Indianapolis Motor Speedway    | Speedway         | 25 de maio    | 13:11        |
| 7     | ABC Supply Company A.J. Foyt 225      | The Milwaukee Mile             | West Allis       | 1 de junho    | 16:00        |
| 8     | Bombardier Learjet 550                | Texas Motor Speedway           | Fort Worth       | 7 de junho    | 22:00        |
| 9     | Iowa Corn Indy 250                    | Iowa Speedway                  | Newton           | 22 de junho   | 13:00        |
| 10    | SunTrust Indy Challenge               | Richmond International Raceway | Richmond         | 28 de junho   | 20:00        |
| 11    | Camping World Watkins Glen Grand Prix | Watkins Glen International     | Watkins Glen     | 6 de julho    | 15:30        |
| 12    | Firestone Indy 200                    | Nashville Superspeedway        | Lebanon          | 12 de julho   | 19:00        |
| 13    | Honda 200                             | Mid-Ohio Sports Car Course     | Lexington        | 20 de julho   | 13:30        |
| 14    | Rexall Grand Prix of Edmonton         | Ruas de Edmonton               | Edmonton         | 26 de julho   | 17:00        |
| 15    | Meijer Indy 300                       | Kentucky Speedway              | Sparta           | 9 de agosto   | 17:30        |
| 16    | Motorola Indy 300                     | Infineon Raceway               | Sonoma           | 24 de agosto  | 17:30        |
| 17    | Detroit Indy Grand Prix               | Corrida no Belle Isle Park     | Detroit          | 31 de agosto  | 15:30        |
| 18    | Peak Antifreeze Indy 300              | Chicagoland Speedway           | Joliet           | 7 de setembro | 15:30        |
| NP    | Gold Coast Indy 300                   | Ruas de Surfers Paradise       | Surfers Paradise | 26 de outubro | 22:30        |

- Circuitos ovais
- Circuitos de rua temporários
- Circuitos mistos permanentes
- Prova não valeu pontos para o campeonato

## Pilotos e Equipes
| Equipe                                               | Chassis | Motor    | Pneu | Nº | Pilotos              | Corridas                      |
| ---------------------------------------------------- | ------- | -------- | ---- | -- | -------------------- | ----------------------------- |
| Andretti-Green Racing                                | Dallara | Honda    | F    | 7  | Danica Patrick       | 1-18                          |
| Andretti-Green Racing                                | Dallara | Honda    | F    | 11 | Tony Kanaan          | 1-18                          |
| Andretti-Green Racing                                | Dallara | Honda    | F    | 26 | Marco Andretti       | 1-18                          |
| Andretti-Green Racing                                | Dallara | Honda    | F    | 27 | Hideki Mutoh (R)     | 1-18                          |
| Chip Ganassi Racing                                  | Dallara | Honda    | F    | 9  | Scott Dixon          | 1-18                          |
| Chip Ganassi Racing                                  | Dallara | Honda    | F    | 10 | Dan Wheldon          | 1-17                          |
| Chip Ganassi Racing                                  | Dallara | Honda    | F    | 10 | Dario Franchitti     | 18                            |
| Team Penske                                          | Dallara | Honda    | F    | 3  | Helio Castroneves    | 1-18                          |
| Team Penske                                          | Dallara | Honda    | F    | 6  | Ryan Briscoe         | 1-18                          |
| Rahal Letterman Racing                               | Dallara | Honda    | F    | 16 | Alex Lloyd (R)       | 5                             |
| Rahal Letterman Racing                               | Dallara | Honda    | F    | 17 | Ryan Hunter-Reay     | 1-18                          |
| Dreyer & Reinbold Racing                             | Dallara | Honda    | F    | 15 | Buddy Rice           | 1-18                          |
| Dreyer & Reinbold Racing                             | Dallara | Honda    | F    | 23 | Milka Duno           | 1, 4-5, 7-8, 10-12, 14, 16-17 |
| Dreyer & Reinbold Racing                             | Dallara | Honda    | F    | 23 | Townsend Bell        | 2-3, 6, 9, 13, 15, 18         |
| Dreyer & Reinbold Racing                             | Dallara | Honda    | F    | 99 | Townsend Bell        | 5                             |
| Vision Racing                                        | Dallara | Honda    | F    | 2  | A. J. Foyt IV        | 1-18                          |
| Vision Racing                                        | Dallara | Honda    | F    | 20 | Ed Carpenter         | 1-18                          |
| Vision Racing                                        | Dallara | Honda    | F    | 22 | Davey Hamilton       | 5                             |
| Vision Racing                                        | Dallara | Honda    | F    | 22 | Paul Tracy           | 13                            |
| Panther Racing                                       | Dallara | Honda    | F    | 4  | Vitor Meira          | 1-17                          |
| Panther Racing                                       | Dallara | Honda    | F    | 4  | Dan Wheldon          | 18                            |
| A. J. Foyt Enterprises                               | Dallara | Honda    | F    | 14 | Darren Manning       | 1-17                          |
| A. J. Foyt Enterprises                               | Dallara | Honda    | F    | 14 | Vitor Meira          | 18                            |
| A. J. Foyt Enterprises                               | Dallara | Honda    | F    | 41 | Jeff Simmons         | 5                             |
| A. J. Foyt Enterprises                               | Dallara | Honda    | F    | 41 | Franck Perera (R)    | 17                            |
| Roth Racing                                          | Dallara | Honda    | F    | 24 | Jay Howard (R)       | 1-4, 10                       |
| Roth Racing                                          | Dallara | Honda    | F    | 24 | John Andretti        | 5-9                           |
| Roth Racing                                          | Dallara | Honda    | F    | 25 | Marty Roth           | 1-9, 11-17                    |
| Newman/Haas/Lanigan Racing                           | Dallara | Honda    | F    | 02 | Justin Wilson (R)    | 1-2, 4-18                     |
| Newman/Haas/Lanigan Racing                           | Dallara | Honda    | F    | 06 | Graham Rahal (R)     | 2, 4-18                       |
| KV Racing Technology                                 | Dallara | Honda    | F    | 5  | Oriol Servià         | 1-2, 4-18                     |
| KV Racing Technology                                 | Dallara | Honda    | F    | 8  | Will Power (R)       | 1-2, 4-18                     |
| Conquest Racing                                      | Dallara | Honda    | F    | 34 | Jaime Camara (R)     | 4-18                          |
| Conquest Racing                                      | Dallara | Honda    | F    | 34 | Franck Perera (R)    | 1-2                           |
| Conquest Racing                                      | Dallara | Honda    | F    | 36 | Enrique Bernoldi (R) | 1-15                          |
| Conquest Racing                                      | Dallara | Honda    | F    | 36 | Alex Tagliani        | 16-18                         |
| Dale Coyne Racing                                    | Dallara | Honda    | F    | 18 | Bruno Junqueira      | 1-2, 4-18                     |
| Dale Coyne Racing                                    | Dallara | Honda    | F    | 19 | Mario Moraes (R)     | 1-2, 4-18                     |
| HVM Racing                                           | Dallara | Honda    | F    | 33 | E. J. Viso (R)       | 1-2, 4-10, 12-18              |
| Pacific Coast Motorsports                            | Dallara | Honda    | F    | 96 | Mario Dominguez (R)  | 6-7, 10, 12-13, 15            |
| Pacific Coast Motorsports                            | Dallara | Honda    | F    | 96 | Mario Dominguez (R)  | 5                             |
| Rubicon Race Team                                    | Dallara | Honda    | F    | 44 | Max Papis            | 5                             |
| Luczo Dragon Racing                                  | Dallara | Honda    | F    | 12 | Tomas Scheckter      | 4-5, 15                       |
| Sarah Fisher Racing                                  | Dallara | Honda    | F    | 67 | Sarah Fisher         | 5, 14, 17                     |
| CURB/Agajanian/Beck Motorsports/Wellman Racing       | Dallara | Honda    | F    | 77 | Roger Yasukawa       | 3                             |
| CURB/Agajanian/Beck Motorsports/Wellman Racing       | Dallara | Honda    | F    | 98 | Roger Yasukawa       | 5                             |
| Hemelgarn Johnson Racing                             | Dallara | Honda    | F    | 91 | Buddy Lazier         | 5                             |
| American Dream Motorsports                           | Panoz   | Honda    | F    | 88 | Phil Giebler         | 5                             |
| Pilotos e Equipes que partiparão do GP de Long Beach |         |          |      |    |                      |                               |
| Equipe                                               | Chassis | Motor    | Pneu | Nº | Pilotos              | Corridas                      |
| Newman/Haas/Lanigan Racing                           | Panoz   | Cosworth | B    | 02 | Justin Wilson (R)    | 3                             |
| Newman/Haas/Lanigan Racing                           | Panoz   | Cosworth | B    | 06 | Graham Rahal (R)     | 3                             |
| KV Racing Technology                                 | Panoz   | Cosworth | B    | 5  | Oriol Servià         | 3                             |
| KV Racing Technology                                 | Panoz   | Cosworth | B    | 8  | Will Power (R)       | 3                             |
| KV Racing Technology                                 | Panoz   | Cosworth | B    | 12 | Jimmy Vasser         | 3                             |
| Conquest Racing                                      | Panoz   | Cosworth | B    | 34 | Franck Perera (R)    | 3                             |
| Conquest Racing                                      | Panoz   | Cosworth | B    | 36 | Enrique Bernoldi (R) | 3                             |
| Dale Coyne Racing                                    | Panoz   | Cosworth | B    | 18 | Bruno Junqueira      | 3                             |
| Dale Coyne Racing                                    | Panoz   | Cosworth | B    | 19 | Mario Moraes (R)     | 3                             |
| HVM Racing/Minardi Team USA                          | Panoz   | Cosworth | B    | 33 | EJ Viso (R)          | 3                             |
| HVM Racing/Minardi Team USA                          | Panoz   | Cosworth | B    | 4  | Nelson Philippe      | 3                             |
| HVM Racing/Minardi Team USA                          | Panoz   | Cosworth | B    | 14 | Roberto Moreno       | 3                             |
| Forsythe/Pettit Racing                               | Panoz   | Cosworth | B    | 37 | David Martínez (R)   | 3                             |
| Forsythe/Pettit Racing                               | Panoz   | Cosworth | B    | 3  | Paul Tracy           | 3                             |
| Forsythe/Pettit Racing                               | Panoz   | Cosworth | B    | 7  | Franck Montagny (R)  | 3                             |
| Pacific Coast Motorsports                            | Panoz   | Cosworth | B    | 29 | Alex Figge           | 3                             |
| Pacific Coast Motorsports                            | Panoz   | Cosworth | B    | 96 | Mario Dominguez (R)  | 3                             |
| Rocketsports                                         | Panoz   | Cosworth | B    | 9  | Antonio Pizzonia (R) | 3                             |
| Rocketsports                                         | Panoz   | Cosworth | B    | 10 | Juho Annala (R)      | 3                             |
| Walker Racing                                        | Panoz   | Cosworth | B    | 15 | Alex Tagliani        | 3                             |

- (R) - Rookie
- Pilotos que disputaram todas as corridas
- Pilotos que disputaram parcialmente a temporada
- Corridas em que o piloto não se qualificou

## Reunificação com a Champ Car
Em 2008 ocorreu a reunificação da Champ Car com a Indy Racing League de Tony George, com isso a temporada de 2008 marca a unificação das duas categorias surgidas da cisão de 1996. A corrida mais popular da Champ Car, em Edmonton, deve ser remanejada para o calendário da IRL, enquanto Surfer's Paradise na Austrália foi confirmada, mas não valerá pontos para categoria, enquanto a prova de Long Beach, que aconteceu no mesmo final de semana da prova do Japão com as equipes da Champ Car, marcou o encerramento da categoria. Com isso, a categoria fica com 19 datas. E, em 2009, outros circuitos devem ser acrescentados ao certame.
Um dos motivos principais para a fusão foi o fato de a Champ Car passar por várias dificuldades financeiras, o que obrigou a categoria a pedir falência à justiça americana após o anúncio da unificação. Isto ocasionou uma certa urgência nas negociações entre esta categoria e a IRL, para que as equipes pudessem, o mais rápido possível, ingressar em outra competição e não serem prejudicadas com seus patrocinadores.

## Novos pilotos e equipes
- Penske: Sam Hornish Jr. se transfere para NASCAR Sprint Cup Series, no seu lugar entra o australiano Ryan Briscoe;
- Andretti-Green: Dario Franchitti se transfere para NASCAR Sprint Cup Series, no seu lugar entra o japonês Hideki Mutoh;
- Dreyer & Reinbold: com a saída da estadunidense Sarah Fisher, a D&R contará com a venezuelana Milka Duno e o estadunidense Townsend Bell, que revezarão o carro #23; nas 500 Milhas de Indianápolis ambos correrão, sendo que Bell correrá no carro #99;
- Roth: o piloto inglês Jay Howard entra como segundo piloto da equipe;[17]

### Equipes da extinta Champ Car
- Conquest: a equipe foi a primeira equipe a anunciar a transferência da Champ Car para IRL;[18] a equipe começou o campeonato com o francês Franck Perera[18] e o brasileiro Enrique Bernoldi;[19] a partir do GP do Kansas por problemas de patrocínio, entrou no lugar de Perera o brasileiro Jaime Camara,[20] que disputará o restante da temporada;
- Newman/Haas/Lanigan: equipe da extinta Champ Car, que participa do campeonato com o inglês Justin Wilson[21] e o estadunidense Graham Rahal;[21]
- Dale Coyne: equipe da extinta Champ Car, que participa do campeonato com os pilotos brasileiros Bruno Junqueira[22] e Mario Moraes;[22]
- HVM: antiga Minardi Team USA, depois da transferência para IRL passou a se chamar HVM Racing, que correrá com o piloto venezuelano EJ Viso;[21]
- Pacific Coast: equipe irá participar do campeonato a partir de Indianápolis com o piloto mexicano Mario Dominguez.[23]

## Novidades no calendário
- Michigan International Speedway foi retirado do calendário 2008.[24]
- Long Beach, Edmonton e Surfers Paradise, provas da Champ Car, foram incluídos no calendário devido a impossibilidade do cancelamento pelos compromissos por serem em circuito de rua.

## Testes
- 12 de outubro de 2007 no Barber Motorsports Park.
- 27 de fevereiro-28 em Homestead (treino noturno).
- 3 de março-6 de março em Sebring.
- 19 de março-20 de março em Sebring para equipes da extinta Champ Car.
- 24 de março-25 de março em Homestead para equipes da extinta Champ Car (treino noturno).

## Resultados
| GP | Grande Prêmio        | Pole Position        | Líder por mais voltas | Vencedor          | Equipe              | Descrição |
| -- | -------------------- | -------------------- | --------------------- | ----------------- | ------------------- | --------- |
| 1  | Miami                | Scott Dixon          | Marco Andretti        | Scott Dixon       | Chip Ganassi        | Descrição |
| 2  | São Petersburgo      | Tony Kanaan          | Graham Rahal          | Graham Rahal      | Newman/Haas/Lanigan | Descrição |
| 3A | Motegi               | Helio Castroneves[I] | Scott Dixon           | Danica Patrick    | Andretti-Green      | Descrição |
| 3B | Long Beach           | Justin Wilson        | Will Power            | Will Power        | KV                  | Descrição |
| 4  | Kansas               | Scott Dixon          | Scott Dixon           | Dan Wheldon       | Chip Ganassi        | Descrição |
| 5  | Indianápolis         | Scott Dixon          | Scott Dixon           | Scott Dixon       | Chip Ganassi        | Descrição |
| 6  | Milwaukee            | Marco Andretti       | Scott Dixon           | Ryan Briscoe      | Penske              | Descrição |
| 7  | Texas                | Scott Dixon          | Helio Castroneves     | Scott Dixon       | Chip Ganassi        | Descrição |
| 8  | Iowa                 | Scott Dixon[I]       | Helio Castroneves     | Dan Wheldon       | Chip Ganassi        | Descrição |
| 9  | Richmond             | Tony Kanaan          | Tony Kanaan           | Tony Kanaan       | Andretti-Green      | Descrição |
| 10 | Watkins Glen         | Ryan Briscoe         | Ryan Briscoe          | Ryan Hunter-Reay  | Rahal Letterman     | Descrição |
| 11 | Nashville            | Helio Castroneves    | Tony Kanaan           | Scott Dixon       | Chip Ganassi        | Descrição |
| 12 | Mid-Ohio             | Helio Castroneves    | Ryan Briscoe          | Ryan Briscoe      | Penske              | Descrição |
| 13 | Edmonton             | Ryan Briscoe         | Helio Castroneves     | Scott Dixon       | Chip Ganassi        | Descrição |
| 14 | Kentucky             | Scott Dixon          | Scott Dixon           | Scott Dixon       | Chip Ganassi        | Descrição |
| 15 | Sonoma               | Helio Castroneves    | Helio Castroneves     | Helio Castroneves | Penske              | Descrição |
| 16 | Detroit              | Scott Dixon          | Helio Castroneves     | Justin Wilson     | Newman/Haas/Lanigan | Descrição |
| 17 | Chicago              | Ryan Briscoe         | Helio Castroneves     | Helio Castroneves | Penske              | Descrição |
| NP | Surfers Paradise[II] | Will Power           | Ryan Briscoe          | Ryan Briscoe      | Penske              | Descrição |

- I ↑  Pole definido pela pontuação do campeonato devido à chuva
- II ↑  A prova não valeu pontos para o campeonato

## Pontuação
| Pos. | Piloto      | HMS | STP | MOT | LBH | KAN | IND | MIL | TXS | IOW | RIC | WGL | NSH | MDO | EDM | KEN | SON | DET | CHI | S.P¹ | Pts |
| ---- | ----------- | --- | --- | --- | --- | --- | --- | --- | --- | --- | --- | --- | --- | --- | --- | --- | --- | --- | --- | ---- | --- |
| 1    | Dixon       | 1   | 22  | 3   |     | 3   | 1   | 2   | 1   | 4   | 3   | 11  | 1   | 3   | 1   | 1   | 12  | 5   | 2   | 2    | 646 |
| 2    | Castroneves | 4   | 2   | 2   |     | 4   | 4   | 5   | 2   | 14  | 2   | 16  | 3   | 2   | 2   | 2   | 1   | 2   | 1   | 7    | 629 |
| 3    | Kanaan      | 8   | 3   | 5   |     | 2   | 29  | 3   | 5   | 18  | 1   | 3   | 4   | 7   | 9   | 8   | 3   | 3   | 4   | 21   | 513 |
| 4    | Wheldon     | 3   | 12  | 4   |     | 1   | 12  | 4   | 4   | 1   | 4   | 24  | 2   | 17  | 7   | 5   | 4   | 20  | 6   | 11   | 492 |
| 5    | Briscoe     | 19  | 23  | 9   |     | 7   | 23  | 1   | 3   | 7   | 15  | 12  | 23  | 1   | 6   | 7   | 2   | 9   | 3   | 1    | 447 |
| 6    | Patrick     | 6   | 10  | 1   |     | 19  | 22  | 9   | 10  | 6   | 6   | 14  | 5   | 12  | 18  | 11  | 5   | 16  | 10  | 18   | 379 |
| 7    | M.Andretti  | 2   | 25  | 18  |     | 5   | 3   | 21  | 19  | 3   | 9   | 5   | 24  | 25  | 17  | 3   | 14  | 18  | 8   | 13   | 363 |
| 8    | Hunter-Reay | 7   | 17  | 7   |     | 18  | 6   | 15  | 20  | 8   | 16  | 1   | 19  | 10  | 8   | 9   | 18  | 6   | 9   | 3    | 360 |
| 9    | Servià      | 12  | 7   |     | 5   | 11  | 11  | 6   | 26  | 16  | 5   | 23  | 16  | 5   | 5   | 12  | 15  | 4   | 17  | 5    | 358 |
| 10   | Mutoh       | 24  | 6   | 11  |     | 6   | 7   | 12  | 6   | 2   | 13  | 9   | 14  | 9   | 27  | 18  | 13  | 11  | 22  | 8    | 346 |
| 11   | Wilson      | 15  | 9   |     | 19  | 9   | 27  | 7   | 27  | 12  | 7   | 25  | 18  | 11  | 3   | 24  | 9   | 1   | 11  | 12   | 340 |
| 12   | Power       | 25  | 8   |     | 1   | 27  | 13  | 14  | 13  | 9   | 25  | 15  | 11  | 4   | 22  | 26  | 25  | 8   | 5   | 22   | 331 |
| 13   | Meira       | 10  | 19  | 16  |     | 22  | 2   | 22  | 7   | 15  | 20  | 22  | 6   | 6   | 19  | 4   | 7   | 17  | 27  | 14   | 324 |
| 14   | Manning     | 13  | 13  | 8   |     | 24  | 9   | 13  | 28  | 21  | 12  | 2   | 9   | 8   | 10  | 19  | 22  | 12  | 7   |      | 323 |
| 15   | Carpenter   | 5   | 18  | 6   |     | 10  | 5   | 20  | 9   | 23  | 11  | 17  | 8   | 15  | 13  | 6   | 23  | 14  | 28  | 20   | 320 |
| 16   | Rice        | 11  | 15  | 12  |     | 20  | 8   | 10  | 8   | 22  | 22  | 4   | 7   | 20  | 11  | 10  | 11  | 19  | 25  | 10   | 306 |
| 17   | Rahal       |     | 1   |     | 13  | 12  | 33  | 25  | 11  | 10  | 18  | 8   | 12  | 16  | 26  | 25  | 8   | 13  | 19  | 9    | 288 |
| 18   | Viso        | 17  | 4   |     | 9   | 14  | 26  | 8   | 14  | 13  | 10  | 10  |     | 22  | 15  | 13  | 6   | 24  | 23  | 6    | 286 |
| 19   | Foyt IV     | 9   | 11  | 15  |     | 8   | 21  | 17  | 12  | 5   | 24  | 19  | 22  | 18  | 12  | 20  | 20  | 10  | 13  | 17   | 280 |
| 20   | Junqueira   | 23  | 24  |     | 12  | 15  | 20  | 18  | 15  | 25  | 23  | 6   | 15  | 13  | 14  | 14  | 17  | 7   | 20  | 15   | 256 |
| 21   | Moraes      | 16  | 16  |     | 20  | 17  | 18  | 23  | 18  | 19  | 17  | 7   | 10  | 24  | 20  | 17  | 10  | 15  | 21  | 24   | 244 |
| 22   | Bernoldi    | 18  | 5   |     | 4   | 25  | 15  | 16  | 23  | 17  | 26  | 21  | 20  | 26  | 16  | 22  | 21  |     |     |      | 220 |
| 23   | Camara      |     |     |     |     | 21  | 31  | 24  | 24  | 20  | 14  | 18  | 21  | 14  | 23  | 16  | 24  | 25  | 18  | 19   | 174 |
| 24   | Roth        | 21  | 26  | 17  |     | 26  | 32  | 27  | 22  | 26  | 19  |     | 13  | 21  | 21  | 23  | 26  | 26  | 16  |      | 166 |
| 25   | Duno        | 20  |     |     |     | 16  | 19  |     | 17  | 24  |     | 20  | 17  | 23  |     | 21  |     | 23  | 14  |      | 140 |
| 26   | Bell        |     | 21  | 10  |     |     | 10  | 11  |     |     | 8   |     |     |     | 25  |     | 19  |     |     | 23   | 117 |
| 27   | Dominguez   |     |     |     | 3   |     | 34  | 26  | 21  |     |     | 13  |     | 19  | 24  |     | 16  |     |     |      | 112 |
| 28   | Howard      | 22  | 14  | 13  |     | 13  |     |     |     |     |     | 26  |     |     |     |     |     |     |     |      | 72  |
| 29   | Perera      | 14  | 20  |     | 6   |     |     |     |     |     |     |     |     |     |     |     |     |     | 15  |      | 71  |
| 30   | J.Andretti  |     |     |     |     |     | 16  | 19  | 16  | 11  | 21  |     |     |     |     |     |     |     |     |      | 71  |
| 31   | Scheckter   |     |     |     |     | 23  | 24  |     | 25  |     |     |     |     |     |     |     | 27  | 21  | 26  |      | 66  |
| 32   | Tagliani    |     |     |     | 7   |     |     |     |     |     |     |     |     |     |     |     |     | 22  | 12  | 4    | 56  |
| 33   | Tracy       |     |     |     | 11  |     |     |     |     |     |     |     |     |     | 4   |     |     |     |     |      | 51  |
| 34   | Fisher      |     |     |     |     |     | 30  |     |     |     |     |     |     |     |     | 15  |     |     | 24  |      | 37  |
| 35   | Yasukawa    |     |     | 14  |     |     | 35  |     |     |     |     |     |     |     |     |     |     |     |     |      | 16  |
| 36   | Hamilton    |     |     |     |     |     | 14  |     |     |     |     |     |     |     |     |     |     |     |     |      | 16  |
| 37   | Lazier      |     |     |     |     |     | 17  |     |     |     |     |     |     |     |     |     |     |     |     |      | 13  |
| 38   | Lloyd       |     |     |     |     |     | 25  |     |     |     |     |     |     |     |     |     |     |     |     |      | 10  |
| 39   | Simmons     |     |     |     |     |     | 28  |     |     |     |     |     |     |     |     |     |     |     |     |      | 10  |
| —    | Montagny    |     |     |     | 2   |     |     |     |     |     |     |     |     |     |     |     |     |     |     |      | 0   |
| —    | Martinez    |     |     |     | 8   |     |     |     |     |     |     |     |     |     |     |     |     |     |     |      | 0   |
| —    | Vasser      |     |     |     | 10  |     |     |     |     |     |     |     |     |     |     |     |     |     |     |      | 0   |
| —    | Figge       |     |     |     | 14  |     |     |     |     |     |     |     |     |     |     |     |     |     |     |      | 0   |
| —    | Philippe    |     |     |     | 15  |     |     |     |     |     |     |     |     |     |     |     |     |     |     |      | 0   |
| —    | Pizzonia    |     |     |     | 16  |     |     |     |     |     |     |     |     |     |     |     |     |     |     |      | 0   |
| —    | Franchitti  |     |     |     |     |     |     |     |     |     |     |     |     |     |     |     |     |     |     | 16   | 0   |
| —    | Moreno      |     |     |     | 17  |     |     |     |     |     |     |     |     |     |     |     |     |     |     |      | 0   |
| —    | Annala      |     |     |     | 18  |     |     |     |     |     |     |     |     |     |     |     |     |     |     |      | 0   |
| —    | Papis       |     |     |     |     |     | 36  |     |     |     |     |     |     |     |     |     |     |     |     |      | 0   |
| —    | Giebler     |     |     |     |     |     | 37  |     |     |     |     |     |     |     |     |     |     |     |     |      | 0   |
| Pos  | Piloto      | HMS | STP | MOT | LBH | KAN | IND | MIL | TXS | IOW | RIC | WGL | NSH | MDO | EDM | KEN | SON | DET | CHI | S.P¹ | Pts |

| Cor           | Resultado             |
| ------------- | --------------------- |
| Ouro          | Vencedor              |
| Prata         | 2º lugar              |
| Bronze        | 3º lugar              |
| Verde         | 4º ao 5º lugar        |
| Azul          | 6º ao 10º lugar       |
| Roxo          | 11º lugar em diante   |
| Púrpura       | Não terminou          |
| Vermelho      | Não classificado (NQ) |
| Preto         | Desclassificado (DSQ) |
| Branco        | Não começou (NL)      |
| Marrom        | Substituído (S)       |
| Azul claro    | Apenas treino (AT)    |
| Sem cor       | Não participou        |
| Sem cor       | Lesionado (LES)       |
| Sem cor       | Excluído (EX)         |
|               |                       |
| Negrito       | Pole-position         |
| Itálico       | Líder por mais voltas |
| Rookie do ano |                       |
| Rookie        |                       |

Pontuação por prova
| Posição | 1  | 2  | 3  | 4  | 5  | 6  | 7  | 8  | 9  | 10 | 11 | 12 | 13 | 14 | 15 | 16 | 17 | 18 | 19 | 20 | 21 | 22 | 23 | 24 | 25 | 26 | 27 | 28 | 29 | 30 | 31 | 32 | 33 | PP | VL |
| ------- | -- | -- | -- | -- | -- | -- | -- | -- | -- | -- | -- | -- | -- | -- | -- | -- | -- | -- | -- | -- | -- | -- | -- | -- | -- | -- | -- | -- | -- | -- | -- | -- | -- | -- | -- |
| Pontos  | 50 | 40 | 35 | 32 | 30 | 28 | 26 | 24 | 22 | 20 | 19 | 18 | 17 | 16 | 15 | 14 | 13 | 12 | 12 | 12 | 12 | 12 | 12 | 12 | 10 | 10 | 10 | 10 | 10 | 10 | 10 | 10 | 10 | 1  | 2  |